# Nevriye Yılmaz
Nevriye Yılmaz (ur. 16 czerwca 1980 w Płowdiwie) – turecka koszykarka,  występująca na pozycji środkowej, posiadająca także bułgarskie obywatelstwo, reprezentantka Turcji, olimpijka.

## Osiągnięcia
Na podstawie, o ile nie zaznaczono inaczej.

### Drużynowe
- Mistrzyni:
  - Euroligi (2014)
  - Turcji (2000, 2006–2012, 2014, 2015)[4][5][6][7][8][9][10][11][12]
- Wicemistrzyni:
  - Turcji (2013)[13]
- 4. miejsce w Eurolidze (2012)
- Zdobywczyni:
  - Pucharu Turcji (2006–2009, 2013, 2014)[4][5][6][7][13][11]
  - Superpucharu Turcji (2005, 2007, 2010)[9]
- Finalistka:
  - Pucharu Turcji (2000, 2001, 2010, 2012, 2016)[8][10]
  - Superpucharu Turcji (2000, 2006, 2008, 2009, 2011–2015)[5][8][10][13][11][12][14]
- Uczestniczka międzynarodowych rozgrywek:
  - Euroligi (2000/2001, 2006–2012, 2013–2016)
  - EuroCup (2003/2004, 2005/2006)
  - Pucharu Ronchetti (1998–2000, 2001/2002)

### Indywidualne
(* – nagrody przyznane przez portal eurobasket.com)
- MVP:
  - sezonu ligi tureckiej (2009, 2011)*[7][9]
  - finałów ligi tureckiej (2015)[12]
- Najlepsza*:
  - zawodniczka:
    - krajowa ligi tureckiej (2006, 2007, 2009, 2010, 2011)[4][5][7][8][9]
    - defensywna ligi tureckiej (2006)[4]

  - środkowa ligi tureckiej (2006, 2007, 2008, 2009, 2010, 2011)[4][5][6][7][8][9]
- Zaliczona do*:
  - I składu:
    - ligi tureckiej (2006, 2007, 2008, 2009, 2010, 2011)[4][5][6][7][8][9]
    - zawodniczek:
      - krajowych ligi tureckiej (2006, 2007, 2008, 2009, 2010, 2011, 2015)[4][5][6][7][8][9][12]
      - defensywnych ligi tureckiej (2006, 2007, 2008, 2009)[4][5][6][7]

  - II składu ligi tureckiej (2015)[12]
  - honorable mention ligi tureckiej (2016)[14]
- Uczestniczka meczu gwiazd:
  - Euroligi (2007–2010)
  - ligi tureckiej (2009, 2010, 2012)[7][8][10]

### Reprezentacja

#### Seniorek
Drużynowe
- Mistrzyni igrzysk śródziemnomorskich (2005)
- Wicemistrzyni :
  - Europy (2011)
  - igrzysk śródziemnomorskich (1997)
- Brązowa medalistka mistrzostw Europy (2013)
- Zdobywczyni Pucharu Zafera (2014)[15]
- Uczestniczka:
  - igrzysk olimpijskich (2012 – 5. miejsce, 2016 – 6. miejsce)[16][17]
  - mistrzostw:
    - świata (2014 – 4. miejsce)
    - Europy (2005 – 8. miejsce, 2007 – 9. miejsce, 2011, 2013, 2015 – 5. miejsce)

  - kwalifikacji:
    - olimpijskich (2012 – 1. miejsce, 2016 – 1. miejsce)
    - do Eurobasketu (1999, 2001, 2003, 2007, 2009, 2011)

Indywidualne
- MVP Pucharu Zafera (2014)[15]
- Zaliczona do I składu mistrzostw Europy (2011)[18]
- Liderka Eurobasketu w:
  - zbiórkach (2005 – 11,2)[19]
  - skuteczności rzutów wolnych (2005 – 92,1%)[20]

#### Młodzieżowe
- Uczestniczka mistrzostw Europy:
  - U–20 (2000 – 4 miejsce)
  - U–18 (1998 – 9. miejsce)
  - kwalifikacji do Eurobasketu:
    - U–20 (2000)
    - U–18 (1996)